# فهرست معاونان رئیس‌جمهور ایالات متحده آمریکا
      بدون حزب 
      دولت فدرال (۱)
      فدرالیست (۱)
      دموکرات-جمهوری‌خواه (۶)
      نولیفایر (۱)
      دموکرات (۱۷)
      ویگ (۲)
      جمهوری‌خواه (۲۱)
      اتحاد ملی (۱)
| ردیف                                         | معاون رئیس‌جمهور                              | معاون رئیس‌جمهور                              | معاون رئیس‌جمهور                              | آغاز به کار                                  | پایان دوره                                   | دوره                                         | حزب                                          | رئیس‌جمهور   | رئیس‌جمهور             | منبع   |
| -------------------------------------------- | -------------------------------------------- | -------------------------------------------- | -------------------------------------------- | -------------------------------------------- | -------------------------------------------- | -------------------------------------------- | -------------------------------------------- | ----------- | --------------------- | ------ |
| ۱                                            | John Adams.                                  |                                              | جان آدامز                                    | ۳۰ آوریل ۱۷۸۹                                | ۴ مارس ۱۷۹۷                                  | ۱                                            | دولت فدرال                                   |             | جورج واشینگتن         | [ ۱ ]  |
| ۱                                            | John Adams.                                  |                                              | جان آدامز                                    | ۳۰ آوریل ۱۷۸۹                                | ۴ مارس ۱۷۹۷                                  | ۲                                            | فدرالیست                                     |             | جورج واشینگتن         | [ ۱ ]  |
| ۲                                            | Thomas Jefferson.                            |                                              | توماس جفرسون                                 | ۴ مارس ۱۷۹۷                                  | ۴ مارس ۱۸۰۱                                  | ۳                                            | دموکرات-جمهوری‌خواه                           |             | جان آدامز             | [ ۲ ]  |
| ۳                                            |                                              |                                              | آرون بر                                      | ۴ مارس ۱۸۰۱                                  | ۴ مارس ۱۸۰۵                                  | ۴                                            | دموکرات-جمهوری‌خواه                           |             | توماس جفرسون          | [ ۳ ]  |
| ۴                                            | George Clinton.                              |                                              | جورج کلینتون                                 | ۴ مارس ۱۸۰۵                                  | ۲۰ آوریل ۱۸۱۲                                | ۵                                            | دموکرات-جمهوری‌خواه                           | [ ۴ ]       | توماس جفرسون          |        |
| ۴                                            | George Clinton.                              | ۶                                            | جورج کلینتون                                 | ۴ مارس ۱۸۰۵                                  | ۲۰ آوریل ۱۸۱۲                                |                                              | دموکرات-جمهوری‌خواه                           | [ ۴ ]       | جیمز مدیسون           |        |
| پست خالی از ۲۰ آوریل ۱۸۱۲ تا ۴ مارس ۱۸۱۳     |                                              |                                              |                                              |                                              |                                              |                                              |                                              |             | جیمز مدیسون           |        |
| ۵                                            |                                              |                                              | البریج جری                                   | ۴ مارس ۱۸۱۳                                  | ۲۳ نوامبر ۱۸۱۴                               | ۷                                            | دموکرات-جمهوری‌خواه                           | [ ۵ ]       | جیمز مدیسون           |        |
| پست خالی از ۲۳ نوامبر ۱۸۱۴ تا ۴ مارس ۱۸۱۷    |                                              |                                              |                                              |                                              |                                              |                                              |                                              |             | جیمز مدیسون           |        |
| ۶                                            | Daniel D. Tompkins.                          |                                              | دانیل تامپکینز                               | ۴ مارس ۱۸۱۷                                  | ۴ مارس ۱۸۲۵                                  | ۸                                            | دموکرات-جمهوری‌خواه                           |             | جیمز مونرو            | [ ۶ ]  |
| ۶                                            | Daniel D. Tompkins.                          | ۹                                            | دانیل تامپکینز                               | ۴ مارس ۱۸۱۷                                  | ۴ مارس ۱۸۲۵                                  |                                              | دموکرات-جمهوری‌خواه                           |             | جیمز مونرو            | [ ۶ ]  |
| ۷                                            |                                              |                                              | جان سی. کلهون                                | ۴ مارس ۱۸۲۵                                  | ۲۸ دسامبر ۱۸۳۲                               | ۱۰                                           | دموکرات-جمهوری‌خواه                           |             | جان کوئینسی آدامز     | [ ۷ ]  |
| ۷                                            |                                              | ۱۱                                           | جان سی. کلهون                                | ۴ مارس ۱۸۲۵                                  | ۲۸ دسامبر ۱۸۳۲                               | نولیفایر                                     |                                              | اندرو جکسون |                       | [ ۷ ]  |
| پست خالی از ۲۸ دسامبر ۱۸۳۲ تا ۴ مارس ۱۸۳۳    |                                              |                                              |                                              |                                              |                                              |                                              |                                              | اندرو جکسون |                       |        |
| ۸                                            | Martin Van Buren.                            |                                              | مارتین ون بورن                               | ۴ مارس ۱۸۳۳                                  | ۴ مارس ۱۸۳۷                                  | ۱۲                                           | دموکرات                                      | اندرو جکسون | [ ۸ ]                 |        |
| ۹                                            |                                              |                                              | ریچارد ام. جانسون                            | ۴ مارس ۱۸۳۷                                  | ۴ مارس ۱۸۴۱                                  | ۱۳                                           | دموکرات                                      |             | مارتین ون بورن        | [ ۹ ]  |
| ۱۰                                           | John Tyler.                                  |                                              | جان تایلر                                    | ۴ مارس ۱۸۴۱                                  | ۴ آوریل ۱۸۴۱                                 | ۱۴                                           | ویگ                                          |             | ویلیام هریسون         | [ ۱۰ ] |
| پست خالی از ۴ آوریل ۱۸۴۱ تا ۴ مارس ۱۸۴۵      | پست خالی از ۴ آوریل ۱۸۴۱ تا ۴ مارس ۱۸۴۵      | پست خالی از ۴ آوریل ۱۸۴۱ تا ۴ مارس ۱۸۴۵      | پست خالی از ۴ آوریل ۱۸۴۱ تا ۴ مارس ۱۸۴۵      | پست خالی از ۴ آوریل ۱۸۴۱ تا ۴ مارس ۱۸۴۵      | پست خالی از ۴ آوریل ۱۸۴۱ تا ۴ مارس ۱۸۴۵      | پست خالی از ۴ آوریل ۱۸۴۱ تا ۴ مارس ۱۸۴۵      | پست خالی از ۴ آوریل ۱۸۴۱ تا ۴ مارس ۱۸۴۵      |             | جان تایلر             |        |
| ۱۱                                           |                                              |                                              | جورج ام. دالاس                               | ۴ مارس ۱۸۴۵                                  | ۴ مارس ۱۸۴۹                                  | ۱۵                                           | دموکرات                                      |             | جیمز ناکس پولک        | [ ۱۱ ] |
| ۱۲                                           | Millard Fillmore.                            |                                              | میلارد فیلمور                                | ۴ مارس ۱۸۴۹                                  | ۹ جولای ۱۸۵۰                                 | ۱۶                                           | ویگ                                          |             | زاکری تیلور           | [ ۱۲ ] |
| پست خالی از ۹ ژوئیه ۱۸۵۰ تا ۴ مارس ۱۸۵۳      | پست خالی از ۹ ژوئیه ۱۸۵۰ تا ۴ مارس ۱۸۵۳      | پست خالی از ۹ ژوئیه ۱۸۵۰ تا ۴ مارس ۱۸۵۳      | پست خالی از ۹ ژوئیه ۱۸۵۰ تا ۴ مارس ۱۸۵۳      | پست خالی از ۹ ژوئیه ۱۸۵۰ تا ۴ مارس ۱۸۵۳      | پست خالی از ۹ ژوئیه ۱۸۵۰ تا ۴ مارس ۱۸۵۳      | پست خالی از ۹ ژوئیه ۱۸۵۰ تا ۴ مارس ۱۸۵۳      | پست خالی از ۹ ژوئیه ۱۸۵۰ تا ۴ مارس ۱۸۵۳      |             | میلارد فیلمور         |        |
| ۱۳                                           |                                              |                                              | ویلیام آر. کینگ                              | ۴ مارس ۱۸۵۳                                  | ۱۸ آوریل ۱۸۵۳                                | ۱۷                                           | دموکرات                                      |             | فرانکلین پیرس         | [ ۱۳ ] |
| پست خالی از ۱۸ آوریل ۱۸۵۳ تا ۴ مارس ۱۸۵۷     |                                              |                                              |                                              |                                              |                                              |                                              |                                              |             | فرانکلین پیرس         |        |
| ۱۴                                           |                                              |                                              | جان سی. برکینریج                             | ۴ مارس ۱۸۵۷                                  | ۴ مارس ۱۸۶۱                                  | ۱۸                                           | دموکرات                                      |             | جیمز بوکانان          | [ ۱۴ ] |
| ۱۵                                           |                                              |                                              | هانیبال هملین                                | ۴ مارس ۱۸۶۱                                  | ۴ مارس ۱۸۶۵                                  | ۱۹                                           | جمهوری‌خواه                                   |             | آبراهام لینکلن        | [ ۱۵ ] |
| ۱۶                                           | Andrew Johnson.                              |                                              | اندرو جانسون                                 | ۴ مارس ۱۸۶۵                                  | ۱۵ آوریل ۱۸۶۵                                | ۲۰                                           | اتحاد ملی                                    |             | آبراهام لینکلن        | [ ۱۶ ] |
| پست خالی از ۱۵ آوریل ۱۸۶۵ تا ۴ مارس ۱۸۶۹     | پست خالی از ۱۵ آوریل ۱۸۶۵ تا ۴ مارس ۱۸۶۹     | پست خالی از ۱۵ آوریل ۱۸۶۵ تا ۴ مارس ۱۸۶۹     | پست خالی از ۱۵ آوریل ۱۸۶۵ تا ۴ مارس ۱۸۶۹     | پست خالی از ۱۵ آوریل ۱۸۶۵ تا ۴ مارس ۱۸۶۹     | پست خالی از ۱۵ آوریل ۱۸۶۵ تا ۴ مارس ۱۸۶۹     | پست خالی از ۱۵ آوریل ۱۸۶۵ تا ۴ مارس ۱۸۶۹     | پست خالی از ۱۵ آوریل ۱۸۶۵ تا ۴ مارس ۱۸۶۹     |             | اندرو جانسون          |        |
| ۱۷                                           |                                              |                                              | اسکایلر کولفکس                               | ۴ مارس ۱۸۶۹                                  | ۴ مارس ۱۸۷۳                                  | ۲۱                                           | جمهوری‌خواه                                   |             | یولیسیز سایمن گرانت   | [ ۱۷ ] |
| ۱۸                                           | Henry Wilson.                                |                                              | هنری ویلسون                                  | ۴ مارس ۱۸۷۳                                  | ۲۲ نوامبر ۱۸۷۵                               | ۲۲                                           | جمهوری‌خواه                                   | [ ۱۸ ]      | یولیسیز سایمن گرانت   |        |
| پست خالی از ۲۲ نوامبر ۱۸۷۵ تا ۴ مارس ۱۸۷۷    |                                              |                                              |                                              |                                              |                                              |                                              |                                              |             | یولیسیز سایمن گرانت   |        |
| ۱۹                                           |                                              |                                              | ویلیام ا. ویلر                               | ۴ مارس ۱۸۷۷                                  | ۴ مارس ۱۸۸۱                                  | ۲۳                                           | جمهوری‌خواه                                   |             | روترفورد بیر چارد هیس | [ ۱۹ ] |
| ۲۰                                           | Chester Alan Arthur.                         |                                              | چستر آلن آرتور                               | ۴ مارس ۱۸۸۱                                  | ۱۹ سپتامبر ۱۸۸۱                              | ۲۴                                           | جمهوری‌خواه                                   |             | جیمز آبرام گارفیلد    | [ ۲۰ ] |
| پست خالی از ۱۹ سپتامبر ۱۸۸۱ تا ۴ مارس ۱۸۸۵   | پست خالی از ۱۹ سپتامبر ۱۸۸۱ تا ۴ مارس ۱۸۸۵   | پست خالی از ۱۹ سپتامبر ۱۸۸۱ تا ۴ مارس ۱۸۸۵   | پست خالی از ۱۹ سپتامبر ۱۸۸۱ تا ۴ مارس ۱۸۸۵   | پست خالی از ۱۹ سپتامبر ۱۸۸۱ تا ۴ مارس ۱۸۸۵   | پست خالی از ۱۹ سپتامبر ۱۸۸۱ تا ۴ مارس ۱۸۸۵   | پست خالی از ۱۹ سپتامبر ۱۸۸۱ تا ۴ مارس ۱۸۸۵   | پست خالی از ۱۹ سپتامبر ۱۸۸۱ تا ۴ مارس ۱۸۸۵   |             | چستر آلن آرتور        |        |
| ۲۱                                           |                                              |                                              | توماس ای. هندریکس                            | ۴ مارس ۱۸۸۵                                  | ۲۵ نوامبر ۱۸۸۵                               | ۲۵                                           | دموکرات                                      |             | استیفن گراور کلیولند  | [ ۲۱ ] |
| پست خالی از ۲۵ نوامبر ۱۸۸۵ تا ۴ مارس ۱۸۸۹    |                                              |                                              |                                              |                                              |                                              |                                              |                                              |             | استیفن گراور کلیولند  |        |
| ۲۲                                           | Levi P. Morton.                              |                                              | لیوای مورتون                                 | ۴ مارس ۱۸۸۹                                  | ۴ مارس ۱۸۹۳                                  | ۲۶                                           | جمهوری‌خواه                                   |             | بنیامین هریسون        | [ ۲۲ ] |
| ۲۳                                           |                                              |                                              | آدلی استیونسون یکم                           | ۴ مارس ۱۸۹۳                                  | ۴ مارس ۱۸۹۷                                  | ۲۷                                           | دموکرات                                      |             | استیفن گراور کلیولند  | [ ۲۳ ] |
| ۲۴                                           | Garret Hobart.                               |                                              | گرت هوبارت                                   | ۴ مارس ۱۸۹۷                                  | ۲۱ نوامبر ۱۸۹۹                               | ۲۸                                           | جمهوری‌خواه                                   |             | ویلیام مک کینلی       | [ ۲۴ ] |
| پست خالی از ۲۱ نوامبر ۱۸۹۹ تا ۴ مارس ۱۹۰۱    |                                              |                                              |                                              |                                              |                                              |                                              |                                              |             | ویلیام مک کینلی       |        |
| ۲۵                                           |                                              |                                              | تئودور روزولت                                | ۴ مارس ۱۹۰۱                                  | ۱۴ سپتامبر ۱۹۰۱                              | ۲۹                                           | جمهوری‌خواه                                   | [ ۲۵ ]      | ویلیام مک کینلی       |        |
| پست خالی از ۱۴ سپتامبر ۱۹۰۱ تا ۴ مارس ۱۹۰۵   | پست خالی از ۱۴ سپتامبر ۱۹۰۱ تا ۴ مارس ۱۹۰۵   | پست خالی از ۱۴ سپتامبر ۱۹۰۱ تا ۴ مارس ۱۹۰۵   | پست خالی از ۱۴ سپتامبر ۱۹۰۱ تا ۴ مارس ۱۹۰۵   | پست خالی از ۱۴ سپتامبر ۱۹۰۱ تا ۴ مارس ۱۹۰۵   | پست خالی از ۱۴ سپتامبر ۱۹۰۱ تا ۴ مارس ۱۹۰۵   | پست خالی از ۱۴ سپتامبر ۱۹۰۱ تا ۴ مارس ۱۹۰۵   | پست خالی از ۱۴ سپتامبر ۱۹۰۱ تا ۴ مارس ۱۹۰۵   |             | تئودور روزولت         |        |
| ۲۶                                           | Charles Warren Fairbanks.                    |                                              | چارلز دبلیو. فربنکس                          | ۴ مارس ۱۹۰۵                                  | ۴ مارس ۱۹۰۹                                  | ۳۰                                           | جمهوری‌خواه                                   | [ ۲۶ ]      | تئودور روزولت         |        |
| ۲۷                                           |                                              |                                              | جیمز شرمن                                    | ۴ مارس ۱۹۰۹                                  | ۳۰ اکتبر ۱۹۱۲                                | ۳۱                                           | جمهوری‌خواه                                   |             | ویلیام هووارد تافت    | [ ۲۷ ] |
| پست خالی از ۳۰ اکتبر ۱۹۱۲ تا ۴ مارس ۱۹۱۳     |                                              |                                              |                                              |                                              |                                              |                                              |                                              |             | ویلیام هووارد تافت    |        |
| ۲۸                                           | Thomas R. Marshall.                          |                                              | توماس آر. مارشال                             | ۴ مارس ۱۹۱۳                                  | ۴ مارس ۱۹۲۱                                  | ۳۲                                           | دموکرات                                      |             | توماس وودرو ویلسون    | [ ۲۸ ] |
| ۲۸                                           | Thomas R. Marshall.                          | ۳۳                                           | توماس آر. مارشال                             | ۴ مارس ۱۹۱۳                                  | ۴ مارس ۱۹۲۱                                  |                                              | دموکرات                                      |             | توماس وودرو ویلسون    | [ ۲۸ ] |
| ۲۹                                           |                                              |                                              | جان کولیج                                    | ۴ مارس ۱۹۲۱                                  | ۲ آگوست ۱۹۲۳                                 | ۳۴                                           | جمهوری‌خواه                                   |             | وارن هاردینگ          | [ ۲۹ ] |
| پست خالی از ۲ اوت ۱۹۲۳ تا ۴ مارس ۱۹۲۵        | پست خالی از ۲ اوت ۱۹۲۳ تا ۴ مارس ۱۹۲۵        | پست خالی از ۲ اوت ۱۹۲۳ تا ۴ مارس ۱۹۲۵        | پست خالی از ۲ اوت ۱۹۲۳ تا ۴ مارس ۱۹۲۵        | پست خالی از ۲ اوت ۱۹۲۳ تا ۴ مارس ۱۹۲۵        | پست خالی از ۲ اوت ۱۹۲۳ تا ۴ مارس ۱۹۲۵        | پست خالی از ۲ اوت ۱۹۲۳ تا ۴ مارس ۱۹۲۵        | پست خالی از ۲ اوت ۱۹۲۳ تا ۴ مارس ۱۹۲۵        |             | جان کولیج             |        |
| ۳۰                                           | Charles Gates Dawes.                         |                                              | چارلز گیتس دویز                              | ۴ مارس ۱۹۲۵                                  | ۴ مارس ۱۹۲۹                                  | ۳۵                                           | جمهوری‌خواه                                   | [ ۳۰ ]      | جان کولیج             |        |
| ۳۱                                           |                                              |                                              | چارلز کورتیس                                 | ۴ مارس ۱۹۲۹                                  | ۴ مارس ۱۹۳۳                                  | ۳۶                                           | جمهوری‌خواه                                   |             | هربرت هوور            | [ ۳۱ ] |
| ۳۲                                           | John N. Garner.                              |                                              | جان نانس گارنر                               | ۴ مارس ۱۹۳۳                                  | ۲۰ ژانویه ۱۹۴۱                               | ۳۷                                           | دموکرات                                      |             | فرانکلین دلانو روزولت | [ ۳۲ ] |
| ۳۲                                           | John N. Garner.                              | ۳۸                                           | جان نانس گارنر                               | ۴ مارس ۱۹۳۳                                  | ۲۰ ژانویه ۱۹۴۱                               |                                              | دموکرات                                      |             | فرانکلین دلانو روزولت | [ ۳۲ ] |
| ۳۳                                           |                                              |                                              | هنری والاس                                   | ۲۰ ژانویه ۱۹۴۱                               | ۲۰ ژانویه ۱۹۴۵                               | ۳۹                                           | دموکرات                                      | [ ۳۳ ]      | فرانکلین دلانو روزولت |        |
| ۳۴                                           | Harry S. Truman.                             |                                              | هری اس ترومن                                 | ۲۰ ژانویه ۱۹۴۵                               | ۱۲ آوریل ۱۹۴۵                                | ۴۰                                           | دموکرات                                      | [ ۳۴ ]      | فرانکلین دلانو روزولت |        |
| پست خالی از ۲ آوریل ۱۹۴۵ تا ۲۰ ژانویه ۱۹۴۹   | پست خالی از ۲ آوریل ۱۹۴۵ تا ۲۰ ژانویه ۱۹۴۹   | پست خالی از ۲ آوریل ۱۹۴۵ تا ۲۰ ژانویه ۱۹۴۹   | پست خالی از ۲ آوریل ۱۹۴۵ تا ۲۰ ژانویه ۱۹۴۹   | پست خالی از ۲ آوریل ۱۹۴۵ تا ۲۰ ژانویه ۱۹۴۹   | پست خالی از ۲ آوریل ۱۹۴۵ تا ۲۰ ژانویه ۱۹۴۹   | پست خالی از ۲ آوریل ۱۹۴۵ تا ۲۰ ژانویه ۱۹۴۹   | پست خالی از ۲ آوریل ۱۹۴۵ تا ۲۰ ژانویه ۱۹۴۹   |             | هری اس ترومن          |        |
| ۳۵                                           |                                              |                                              | آلبن دابلیو. بارکلی                          | ۲۰ ژانویه ۱۹۴۹                               | ۲۰ ژانویه ۱۹۵۳                               | ۴۱                                           | دموکرات                                      | [ ۳۵ ]      | هری اس ترومن          |        |
| ۳۶                                           | Richard Nixon.                               |                                              | ریچارد نیکسون                                | ۲۰ ژانویه ۱۹۵۳                               | ۲۰ ژانویه ۱۹۶۱                               | ۴۲                                           | جمهوری‌خواه                                   |             | دوایت آیزنهاور        | [ ۳۶ ] |
| ۳۶                                           | Richard Nixon.                               | ۴۳                                           | ریچارد نیکسون                                | ۲۰ ژانویه ۱۹۵۳                               | ۲۰ ژانویه ۱۹۶۱                               |                                              | جمهوری‌خواه                                   |             | دوایت آیزنهاور        | [ ۳۶ ] |
| ۳۷                                           |                                              |                                              | لیندون بنیز جانسون                           | ۲۰ ژانویه ۱۹۶۱                               | ۲۲ نوامبر ۱۹۶۳                               | ۴۴                                           | دموکرات                                      |             | جان اف. کندی          | [ ۳۷ ] |
| پست خالی از ۲۲ نوامبر ۱۹۶۳ تا ۲۰ ژانویه ۱۹۶۵ | پست خالی از ۲۲ نوامبر ۱۹۶۳ تا ۲۰ ژانویه ۱۹۶۵ | پست خالی از ۲۲ نوامبر ۱۹۶۳ تا ۲۰ ژانویه ۱۹۶۵ | پست خالی از ۲۲ نوامبر ۱۹۶۳ تا ۲۰ ژانویه ۱۹۶۵ | پست خالی از ۲۲ نوامبر ۱۹۶۳ تا ۲۰ ژانویه ۱۹۶۵ | پست خالی از ۲۲ نوامبر ۱۹۶۳ تا ۲۰ ژانویه ۱۹۶۵ | پست خالی از ۲۲ نوامبر ۱۹۶۳ تا ۲۰ ژانویه ۱۹۶۵ | پست خالی از ۲۲ نوامبر ۱۹۶۳ تا ۲۰ ژانویه ۱۹۶۵ |             | لیندون بنیز جانسون    |        |
| ۳۸                                           | Hubert Humphrey.                             |                                              | هوبرت هامفری                                 | ۲۰ ژانویه ۱۹۶۵                               | ۲۰ ژانویه ۱۹۶۹                               | ۴۵                                           | دموکرات                                      | [ ۳۸ ]      | لیندون بنیز جانسون    |        |
| ۳۹                                           |                                              |                                              | اسپیرو اگنیو                                 | ۲۰ ژانویه ۱۹۶۹                               | ۱۰ اکتبر ۱۹۷۳                                | ۴۶                                           | جمهوری‌خواه                                   |             | ریچارد نیکسون         | [ ۳۹ ] |
| پست خالی از ۱۰ اکتبر تا ۶ دسامبر ۱۹۶۵        | پست خالی از ۱۰ اکتبر تا ۶ دسامبر ۱۹۶۵        | پست خالی از ۱۰ اکتبر تا ۶ دسامبر ۱۹۶۵        | پست خالی از ۱۰ اکتبر تا ۶ دسامبر ۱۹۶۵        | پست خالی از ۱۰ اکتبر تا ۶ دسامبر ۱۹۶۵        | پست خالی از ۱۰ اکتبر تا ۶ دسامبر ۱۹۶۵        | ۴۷                                           | جمهوری‌خواه                                   |             | ریچارد نیکسون         |        |
| ۴۰                                           | Gerald Ford.                                 |                                              | جرالد فورد                                   | ۶ دسامبر ۱۹۷۳                                | ۹ آگوست ۱۹۷۴                                 | ۴۷                                           | جمهوری‌خواه                                   | [ ۴۰ ]      | ریچارد نیکسون         |        |
| پست خالی از ۹ آگوست ۱۹ دسامبر ۱۹۷۴           | پست خالی از ۹ آگوست ۱۹ دسامبر ۱۹۷۴           | پست خالی از ۹ آگوست ۱۹ دسامبر ۱۹۷۴           | پست خالی از ۹ آگوست ۱۹ دسامبر ۱۹۷۴           | پست خالی از ۹ آگوست ۱۹ دسامبر ۱۹۷۴           | پست خالی از ۹ آگوست ۱۹ دسامبر ۱۹۷۴           | ۴۷                                           | جمهوری‌خواه                                   |             | جرالد فورد            |        |
| ۴۱                                           |                                              |                                              | نلسون راکفلر                                 | ۱۹ دسامبر ۱۹۷۴                               | ۲۰ ژانویه ۱۹۷۷                               | ۴۷                                           | جمهوری‌خواه                                   | [ ۴۱ ]      | جرالد فورد            |        |
| ۴۲                                           | Walter Mondale.                              |                                              | والتر ماندیل                                 | ۲۰ ژانویه ۱۹۷۷                               | ۲۰ ژانویه ۱۹۸۱                               | ۴۸                                           | دموکرات                                      |             | جیمی کارتر            | [ ۴۲ ] |
| ۴۳                                           |                                              |                                              | جورج هربرت واکر بوش                          | ۲۰ ژانویه ۱۹۸۱                               | ۲۰ ژانویه ۱۹۸۹                               | ۴۹                                           | جمهوری‌خواه                                   |             | رونالد ویلسون ریگان   | [ ۴۳ ] |
| ۴۳                                           | ۵۰                                           |                                              | جورج هربرت واکر بوش                          | ۲۰ ژانویه ۱۹۸۱                               | ۲۰ ژانویه ۱۹۸۹                               |                                              | جمهوری‌خواه                                   |             | رونالد ویلسون ریگان   | [ ۴۳ ] |
| ۴۴                                           | Dan Quayle.                                  |                                              | دن کویل                                      | ۲۰ ژانویه ۱۹۸۹                               | ۲۰ ژانویه ۱۹۹۳                               | ۵۱                                           | جمهوری‌خواه                                   |             | جورج هربرت واکر بوش   | [ ۴۴ ] |
| ۴۵                                           |                                              |                                              | ال گور                                       | ۲۰ ژانویه ۱۹۹۳                               | ۲۰ ژانویه ۲۰۰۱                               | ۵۲                                           | دموکرات                                      |             | بیل کلینتون           | [ ۴۵ ] |
| ۴۵                                           | ۵۳                                           |                                              | ال گور                                       | ۲۰ ژانویه ۱۹۹۳                               | ۲۰ ژانویه ۲۰۰۱                               |                                              | دموکرات                                      |             | بیل کلینتون           | [ ۴۵ ] |
| ۴۶                                           | Dick Cheney.                                 |                                              | دیک چنی                                      | ۲۰ ژانویه ۲۰۰۱                               | ۲۰ ژانویه ۲۰۰۹                               | ۵۴                                           | جمهوری‌خواه                                   |             | جرج واکر بوش          | [ ۴۶ ] |
| ۴۶                                           | Dick Cheney.                                 | ۵۵                                           | دیک چنی                                      | ۲۰ ژانویه ۲۰۰۱                               | ۲۰ ژانویه ۲۰۰۹                               |                                              | جمهوری‌خواه                                   |             | جرج واکر بوش          | [ ۴۶ ] |
| ۴۷                                           |                                              |                                              | جوزف بایدن                                   | ۲۰ ژانویه ۲۰۰۹                               | ۲۰ ژانویه ۲۰۱۷                               | ۵۶                                           | دموکرات                                      |             | باراک اوباما          | [ ۴۷ ] |
| ۴۷                                           | ۵۷                                           |                                              | جوزف بایدن                                   | ۲۰ ژانویه ۲۰۰۹                               | ۲۰ ژانویه ۲۰۱۷                               |                                              | دموکرات                                      |             | باراک اوباما          | [ ۴۷ ] |
| ۴۸                                           |                                              |                                              | مایک پنس                                     | ۲۰ ژانویه ۲۰۱۷                               | ۲۰ ژانویه ۲۰۲۱                               | ۵۸                                           | جمهوری‌خواه                                   |             | دونالد ترامپ          |        |
| ۴۹                                           |                                              |                                              | کامالا هریس                                  | ۲۰ ژانویه ۲۰۲۱                               | ۲۰ ژانویه ۲۰۲۵                               | ۵۹                                           | دموکرات                                      |             | جو بایدن              |        |
| ۵۰                                           | JD Vance                                     |                                              | جی دی ونس                                    | ۲۰ ژانویه ۲۰۲۵                               | متصدی                                        | ۶۰                                           | جمهوری‌خواه                                   |             | دونالد ترامپ          |        |